# Callistosporium
Callistosporium je rod hub z čeledi čirůvkovitých Tricholomataceae. Rod zahrnuje 13 popsaných druhů. V češtině je rod jedním ze skupiny rodů, které jsou česky označovány jako penízovky. Rod a pět jeho druhů taxonomicky popsal mykolog Rolf Singer.

## Zástupci
- Callistosporium amazonicum Singer
- Callistosporium chrysophorum Singer
- Callistosporium galerinoides Singer
- Callistosporium heimii (Singer) Singer
- Callistosporium krambrukum Grgur.
- penízovka olivová Callistosporium luteo-olivaceum (Berk. & M.A. Curtis) Singer
- Callistosporium marginatum (Peck) H.E. Bigelow
- Callistosporium olivascens (Boud.) Bon
- Callistosporium palmarum (Murrill) Singer
- penízovka troudní Callistosporium pinicola
- Callistosporium purpureomarginatum Fatto & Bessette
- Callistosporium terrigenum Singer
- Callistosporium xerampelinum Pegler